# Хлопок (эвфемизм)
Хлопо́к — российский эвфемизмизный[уточнить] новояз к слову «взрыв». Употребление иногда сопровождается «вспышкой», часто — «хлопок газа». Является частью «российского новояза» и используется ведущими российскими СМИ.

## История
«Хлопок» — технический термин, использующийся в официальных документах и профильной литературе, и обозначающий горение горючих смесей без образования сжатых газов, способных разрушить конструкции или установки. Он используется в качестве эвфемизма для замены слова «взрыв», что в случаях описания событий с явными сопутствующими разрушениями может противоречить значению термина.
Издание «7x7» отмечает, что в 2010-х годах пресс-служба МЧС, а затем и российские провластные СМИ стали заменять слово «взрыв» на слово «хлопок». Взрыв в жилом доме в Магнитогорске в декабре 2018 года, унёсший жизни 39 человек, также был охарактеризован такими СМИ как «хлопок». По данным «Медузы», в начале 2017 года в журналистских текстах уже были десятки «хлопков», а к началу 2020 года это слово стали употреблять в сотни раз больше.
Компания «Медиалогия», анализирующая российский медиарынок, провела исследование использования слова «хлопок» в новостях. С осени 2019 года «взрывы» в заголовках российских СМИ начали замещаться «хлопком»; российские медиа целенаправленно и одновременно перешли от «взрывов» к «хлопкам». Как выяснилось, усиление позиций «хлопка» — это не случайность и не просто «канцелярщина» ведомственных пресс-релизов, перетекающая в неизменном виде в СМИ, а часть информационной политики — эвфемизм используется в подконтрольных государству СМИ в рамках «режима информационного благоприятствования» с целью предотвращения паники среди населения, снижения беспокойства читателей.
Впоследствии начали появляться иронические выражения, такие как «угостить хло́пком», являющимся эвфемизмом на преднамеренный подрыв чего-нибудь.
Губернатор Белгородской области Вячеслав Гладков несколько раз называл звуки, похожие на выстрелы и взрывы, «хлопками». За это от местных журналистов он получил прозвище «Хлопков». 31 августа 2022 года в Telegram-канале «Настоящий Гладков» был показан пост уже без использования «хлопков попсы»: «Сегодня утро в Белгороде началось с нескольких взрывов. Сработала система ПВО». «Хлопками», среди прочего, в Белгороде стали называть те взрывы, которые не оставляли больших разрушений на земле.
В октябре 2022 года российские провластные СМИ назвали произошедший взрыв на Крымском мосту «мощным хлопком».

### «Баво́вна»
В украинских СМИ в период вторжения России на Украину с 2022 года стали высмеивать эвфемизмы «российского новояза». Наибольшую распространённость приобрёл намеренно ошибочный перевод русского слова «хлопо́к» (укр. плеск) как его омографа «хло́пок» (укр. баво́вна) — растительное волокно, — когда речь идёт о взрывах на территории России или оккупированных территориях Украины. Слово смогло приобрести статус эвфемизма.
Социальный антрополог Александра Архипова отмечает, что данный интернет-мем возник, когда кто-то из российских интернет-троллей решил притвориться украинцем и написать пост на украинском языке о хлопках (взрывах) в Белгороде. Однако машинный перевод не распознал ударение в слове, перепутав его с «хло́пком», и перевёл как «бавовну». Это использовали украинские журналисты и блогеры.
Термин «бавовна», являясь игрой слов, мог возникнуть в ответ на попытки российских официальных лиц уменьшить значение украинских артиллерийских ударов дальнего действия по российским военным объектам в оккупированном Крыму летом 2022 года. Российские официальные лица использовали термин «хлопок» для обозначения взрывов и утверждали, что они были вызваны не украинскими ударами, а тем, что кто-то незаконно курил вблизи складов боеприпасов. Ссылаясь на «бавовну» в Крыму и на других территориях Украины, находящихся под контролем России, люди высмеивали российские провластные СМИ и чиновников, которые пытались замалчивать военные неудачи, представлять оправдания и использовать двусмысленность для искажения фактов.
Слово «бавовна» стало широко распространённым в политическом и повседневном лексиконе украинцев, став среди них популярным. Он продолжает активно использоваться в разговорах и социальных сетей, украинскими официальными лицами и СМИ. На 2023 год данное выражение активно используется не только в разговорах и социальных сетях, но и в украинских русскоязычных СМИ. Цветок хлопка часто встречается в различных мемах, которыми делятся украинцы и даже западные чиновники, включая бывшего посла Великобритании на Украине Мелинду Симмонс.
Украинцы также используют мемы и культурные коды, понятные мировой аудитории, для установления связи и мобилизации поддержки, включая отсылки к культовым фильмам, таким как «Выживший» и «Спасти рядового Райана». Этому слову посвящены ряд песен и стихотворений. На Amazon также стали продаваться футболки с «бавовняткой» — детёнышем «бавовны». В августе 2022 года его представило министерство обороны Украины, назвав пушистым и беспокойным животным-призраком, которое приходит на подконтрольные России объекты и «начинает там играть с огнём».